# Викторијански накит
Викторијански накит је настао у Енглеској. Викторијански накит се производио за време владавине краљице Викторије, чија је владавина трајала од 1837. до 1901. године. Краљица Викторија је била утицајна фигура која је успоставила разне трендове у викторијанском накиту. Количина накита који је стечен током викторијанског доба одређивала је лични идентитет и статус. У викторијанском периоду, накит се састојао од разноликих стилова и моде. Ови периоди се могу категорисати у три различита временска оквира: Романтични период, Велики период и Естетски период.

## Идентитет и статус
Улога накита у викторијанској култури била је важна за одређивање идентитета и друштвеног статуса особе. За западни свет су драгуљи често били естетски веома  пожељан предмет. Драгуљи су веома тражени због повезаности са угледом, класним престижом, монетарном вредношћу и трендовима у друштву. Поред тога, с обзиром на његов статус, накит се сматрао робом која је допринела викторијанском капитализму. Статус особе у друштву могао се показати ношењем накита. Конзумеризам је био кључан у подстицању куповине различитих врста драгуља који су могли да одреде нечије богатство и друштвену класу. Због финансијске вредности драгуља, нижи слојеви нису могли да приуште праћење овог модног тренда. Уколико жена није носила накит, претпостављало се да је то зато што није могла да га приушти због свог положаја у радничкој класи. Услед тако велике потражње за одређеним драгуљима, брза производња помогла је у изради накита. Имитација ових драгуља постала је приступачнија за људе средње класе. Током викторијанског доба, накит су углавном носиле жене. За мушкарце није било уобичајено да носе драгуље с обзиром на то да су драгуљи сматрани женским предметом. Жене које су носиле драгуље сматране су предметом лепоте. Иако мушкарци нису носили драгуље, обично су поклањали драгуље жени којој су се дивили.

## Различити периоди викторијанског накита
Накит током викторијанског доба се истиче по свом дизајну и саставу. Производња накита током викторијанског доба била је посебна зато штo је обележила промене и иновативне праксе кроз употребу нових машина. Машине су омогућиле брзу производњу накита и замениле су послове које је обављао појединац. Колекција накита настала током викторијанске ере била је разнолика, и због тога се викторијански накит може поделити у три различита периода: Романтични период, Велики период и Естетски период. Сваки период се састоји од кључних карактеристика. Ове карактеристике састојале су се од различитих извора инспирације, различитих материјала, као и истакнутих врста накита.

### Романтични период (1837-1861)
Први период у викторијанском накиту познат је као Романтични период или Рани викторијански период. Током овог периода, инспирација је потекла из Ренесансе, Средњег века и природног света. У овом периоду дошло је до повећања употребе злата, што је допринело изради накита.
Кључне карактеристике у овом периоду биле су:
- Теме: Природни свет инспирисао је мотиве попут цветова лотоса,[4] змијa, дрвећa и птицa.[5]
- Материјали: Коришћени су уобичајени материјали - злато, ситни бисери, слоновача, корњачина шкољка, корал, оникс, ахат, дијаманти, [4] ћилибар, аметист, смарагд и кварц.[6]

- Уобичајени накит који се носи: прстење и брошеви, наруквице и камеје.[4]

### Велики период (1861-1885)
Други период у викторијанском накиту познат је као Велики период или Средњи Викторијански период. Овај период је доживео наглу промену у дизајну од деликатног до смелог, што је било паралелно са променама друштвених улога и представљањем жена у то време. У овом периоду биле су истакнуте имитације накита и настала је бижутерија. Овај период сведочи о појави жена у бизнису и политици и о захтевима жена да студирају на универзитету, да имају право да гласају и да зарађују сопствени новац.
Кључне карактеристике у овом периоду биле су:
- Теме: Инсекти као што су муве, лептири, вилини коњици и бубе.[4]
- Материјали: Злато је коришћено за стварање 'меког' изгледа, безбојно камење, сребро, гагат, слоновача и бисери.[4]
- Уобичајени накит који се носи: минђуше, брошеви, наруквице, огрлице за ноћне варијанте и медаљони као дневна варијанта.[4]

Смрт супруга краљице Викторије, принца Алберта 1861. године, такође је инспирисала употребу жалосног накита у овом периоду.

### Естетски период (1885-1901)
Трећи период у викторијанском накиту познат је као Естетски период или Касни викторијански период. Током овог периода дошло је до изразите промене у начину на који су жене носиле накит. Овај период је подстакао деловање жена у друштву, долазак жена на власт, као и стварање сопствених политичких организација. Ова промена је подстакла слободу мисли, а мање жељу да буде виђено као женствено. Због тога се накит знатно мање куповао, при чему су жене бирале да накит носе само у посебним приликама, а накит се није пуно носио током дана.
Кључне карактеристике у овом периоду биле су:
- Теме: повратак романтичном стилу као што су нежне и природне боје, лептири и руже.[4]
- Материјали: аметисти, смарагди и опали.[4]
- Уобичајени накит који се носио: мали и једноставни брошеви, минђуше, ношење наруквица је скоро нестало.[4]

Током ове ере, краљица Викторија је такође наставила да инспирише ношење жалосног накита.

## Накит за косу
Накит за косу постао је устаљена мода средином осамнаестог века. Накит за косу постао је све значајнији 1850-их, а овај тренд је трајао до 1880-их. Иако је накит за косу постојао пре 1861. године, његова употреба од стране краљице Викторије након смрти њеног супруга, принца Алберта, поново је запалила и повећала популарност накита за косу.
Пракса коришћења косе као жалосног накита чини део викторијанске културе реликвија. Идеја да се праменови косе уграде у накит је метод материјализације процеса жалости. Коса је уграђена у накит као успомена, с обзиром на то да је то једини део тела који се не мења и не пропада након смрти. Коришћење накита за косу произилази из материјалне потребе за стварањем емоционалне везе са преминулима, чак и у гробу. Коса се сматрала разноврсним материјалом који је уграђен у разне наките. Коса је обично била испреплетена у наруквице, минђуше, брошеве, прстење и ланчиће за сатове. Материјали као што су бисери, злато, драгуљи и емајл обично су додавани накиту за косу као украс. Уобичајена употреба накита за косу била је одавање признања и сећања на преминуле, а друга употреба накита за косу била је одавање почасти покојнику током погребних церемонија . Погребне церемоније су дозвољавале женама да носе посебне украсе за косу. Орнаменти за косу садржали су мотиве скелета, ковчега, анђела и укрштених костију. Употреба плетене косе је такође укључена у цветне аранжмане који се користе на сахранама.
Осим што се користио као романтична успомена и на сахранама, накит за косу представљао је материјални предмет и популарни модни додатак . Нису сви носили накит за косу нити је био доступан свима, његова употреба је била ограничена на жене средње и више класе. Накит за косу се сматрао опипљивим предметом који би могао означити женственост и статус жене у друштву. Креирање накита за косу од стране жене је изразило њену женственост и постало је уобичајен занат. Способност жене да производи ручне радове као што је накит за косу показала је да је она идеална домаћица. Жене које су успешно производиле накит за косу показале су своје вештине домаће производње и женственост у друштву. Занат израде накита од плетене косе била је вештина која се преносила са мајке на ћерку. Велика потражња за прављењем накита за косу остварила је жељу жене да ради из удобности свог дома. Накит за косу се често производио у кућном окружењу помоћу алата као што су фигаро за косу, пинцета, жваке, порцеланска палета и нож. Повећање броја жена које самостално креирају свој накит за косу произилази из недостатка поверења у златаре. Чин слања праменова косе вољене особе златару сматран је опасним чином с обзиром на то да није било гаранције да коса уграђена у накит припада њиховој вољеној особи. Због тога су жене започеле занат израде сопственог накита за косу.
Осим основне употребе као жалосни накит, накит за косу имао је и споредну употребу. Ова употреба објашњава размену сентименталног накита коришћењем косе живих особа за представљање пријатељства.

## Жалосни накит
Процес жалости је био дуготрајан и обављали су га и мушкарци и жене. Током процеса туговања, жалосни накит су углавном носиле жене. Идеја да жене носе накит током периода жалости односи се на идеју женствености и како жене морају да одрже свој статус живим да би представљале свог мужа, чак и док су у дубокој жалости. Након смрти супруга краљице Викторије, принца Алберта, краљица Викторија ушла је у период жалости. Овај период жалости трајао је више од 40 година све до смрти краљице. Многи ожалошћени учествовали су током оплакивања принца Алберта. Краљица Викторија је увела период жалости на двору. Током овог периода жалости, гагат драгуљи су били једини прихватљиви накит који се могао носити. Пракса ношења црног жалосног накита настављена је чак и након периода жалости принца Алберта с обзиром на високу стопу смртности новорођенчади која је постојала у Енглеској у то време.
Након смрти вољене особе, за ожалошћене је важио ритуал жалости. Ритуал је почињао од дана смрти особе до најмање годину дана након смрти особе. За то време ожалошћенима није било дозвољено да носе сјајне или металик материјале и морали су да буду потпуно обучени у црно, ово је важило за одећу и накит. Насупрот томе, друга година жалости дозвољавала је ожалошћенима да носе пригушеније боје као што су бели или безбојни материјали, бисере и дијаманте. Ношење жалосног накита показало је снажну везу између вољене и преминуле особе. Из тог разлога, период викторијанске жалости доживео је развој персонализованог накита који је коришћен као успомена. Жалосни накит често је носио иницијале или имена покојника и датум њихове смрти који су били урезани у накит у знак сећања на преминуле. Симбол очију имао је моћно значење у жалосном накиту. Једно око је често било укључено у накит као што су брошеви. Око је означавало духовно присуство упокојеног са особом која је носила накит, на тај начин је покојник могао да мотри на особу која је носила накит. Други елемент који се често уграђивао у накит били су бисери који су представљали сузе. Мода жалосног накита постепено је почела да опада 1901. године након смрти краљице Викторије.
Током периода жалости, постојала су два главна материјала која су се често налазила у накиту. Како би се пратила потражња за овим материјалима који се добијају у жалосном накиту, откривене су имитације ових материјала. Неке од ових имитација укључују каљену гуму познату и као „француски гагат“, црни емајл и црно стакло. Два главна материјала коришћена за прављење жалосног накита састојала су се од гагата и драгуља од црног оникса.

### Гагат драгуљи
Током средине деветнаестог века, гагат је био материјал који је био веома тражен због његове употребе у жалосном накиту. Због велике потражње за гагатом, у Витбију (Енглеска) основана је велика индустрија. Фосилизовани материјал, гагат, био је цењен јер је био лаган, интензивне црне боје, издржљив, јефтин и могао се лако резбарити. Гагат је коришћен за дизајнирање жалосног накита као што су наруквице, огрлице, брошеви, камеје и привесци. Након смрти принца Алберта, љубав краљице Викторије према накиту била је мање очигледна. Краљица је углавном носила гагат драгуље, накит за косу који је садржао принчеву косу и њен венчани прстен.

### Драгуљи од црног оникса
Црни оникс се такође обично користио за израду накита за жаљење. Црни оникс, иначе познат као црно обојени калцедон, био је материјал који се углавном користио за изградњу камеја и коришћен је за израду перли.